# 普雷枫丹
普雷方丹（法語：Préfontaines，法語發音：[pʁefɔ̃tɛn]）是法国卢瓦雷省的一个市镇，位于该省东北部，属于蒙塔日区。

## 地理
普雷方丹（48°6'31"N, 2°41'29"E）面积11.75 平方千米，位于法国中央-卢瓦尔河谷大区卢瓦雷省，该省份为法国中北部省份，北起埃松省，西北接厄尔-卢瓦省，西南接卢瓦-谢尔省，南至涅夫勒省和谢尔省，东临约讷省，东北接塞纳-马恩省。
与普雷方丹接壤的市镇（或旧市镇、城区）包括：库尔唐皮埃尔、日罗勒、纳尔日、加蒂奈地区特雷耶、朗东堡。
普雷方丹的时区为UTC+01:00、UTC+02:00（夏令时）。

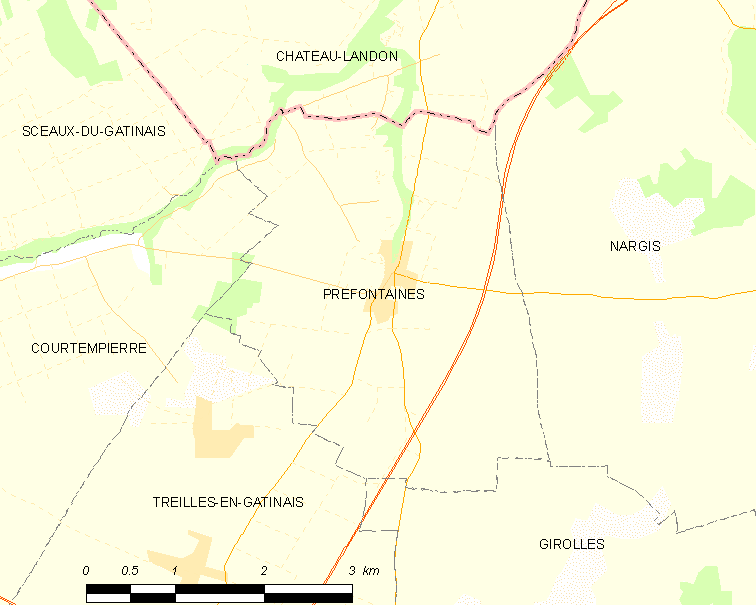
普雷方丹的OSM定位图

## 行政
普雷方丹的邮政编码为45490，INSEE市镇编码为45255。

## 政治
普雷方丹所属的省级选区为库特奈县。

## 人口

1962-2008年间普雷方丹人口变化图示

普雷方丹于2022年1月1日时的人口数量为429人。

## 交通
法国国家A77号高速公路经过境内但未设出入口。卢瓦雷省省道D31线、D38线和D40线在境内交汇。